# Rothenkirchen (Pressig)
Rothenkirchen (regional Ruotnkerng) ist ein Gemeindeteil des Marktes Pressig im oberfränkischen Landkreis Kronach in Bayern.

## Geografie
Der ehemalige Markt Rothenkirchen liegt an der Haßlach und an dem Landleitenbach, der innerorts als rechter Zufluss in die Haßlach mündet. Der Buchbach fließt unmittelbar westlich des Ortes vorbei und mündet im Süden bei Pressig ebenfalls als rechter Zufluss in die Haßlach. Die drei Flüsse bilden ein breites Tal, überwiegend aus Acker- und Grünland und Siedlungsflächen bestehend. Im Osten und Norden schließen sich Erhebungen des Frankenwalds an (Galgenberg: 467 m ü. NHN, Teuschnitzer Berg: 481 m ü. NHN).
Die Bundesstraße 85 verbindet mit Förtschendorf (3,6 km nordöstlich) bzw. mit Pressig (1,6 km südlich). Die Kreisstraße KC 9 führt nach Buchbach (7,3 km nördlich). Gemeindeverbindungsstraßen führen nach Brauersdorf zur Kreisstraße KC 17 (0,7 km südöstlich) und nach Friedersdorf (1,3 km nordwestlich).

## Geschichte
Rothenkirchen wurde erstmals 1187 urkundlich erwähnt. 1377 wurden dem Ort die Marktrechte verliehen.
Gegen Ende des 18. Jahrhunderts bildete Rothenkirchen mit Hessenmühle und Obere Mühle eine Realgemeinde, bestehend aus 82 Anwesen (10 Güter, 6 halbe Güter, 21 Söldengüter, 1 Wirtshaus mit Nebenhaus, 42 Tropfhäuser, zwei Mahl- und Schneidmühlen). Das Hochgericht übte das bambergische Centamt Teuschnitz aus, die Dorf- und Gemeindeherrschaft hatte das Vogteiamt Rothenkirchen. Die Grundherrschaft über alle Anwesen hatte das Kastenamt Rothenkirchen. Neben den Anwesen gab es ein Amtshaus mit altem Schloss, ein Forsthaus, eine Pfarrkirche, einen Pfarrhof, ein Schulhaus, ein Gemeindehirtenhaus, ein Gemeindebräuhaus und ein Armenhaus.
Infolge der Säkularisation kam der Ort 1803 zu Bayern. Mit dem Ersten Gemeindeedikt wurde 1808 der Steuerdistrikt Rothenkirchen gebildet, zu dem Haidelsmühle, Hessenmühle, Kohlesmühle, Obere Mühle, Pressig und Romigsschneidmühle gehörten. Mit dem Zweiten Gemeindeedikt (1818) entstand die Ruralgemeinde Rothenkirchen, zu der Hessenmühle und Obere Mühle gehörten. Sie war in Verwaltung und Gerichtsbarkeit dem Landgericht Teuschnitz zugeordnet und in der Finanzverwaltung dem Rentamt Rothenkirchen, 1919 in Finanzamt Rothenkirchen umbenannt. 1837 wurde Rothenkirchen dem Landgericht Ludwigsstadt zugewiesen. Von 1862 bis 1880 und von 1888 bis 1931 gehörte Rothenkirchen zum Bezirksamt Teuschnitz, von 1880 bis 1888 und ab 1931 zum Bezirksamt Kronach,  1939 in Landkreis Kronach umbenannt. Die Gerichtsbarkeit blieb beim Landgericht Ludwigsstadt, 1879 in Amtsgericht Ludwigsstadt umbenannt, das 1956 eine Zweigstelle des Amtsgerichts Kronach wurde. Die Finanzverwaltung übernahm 1929 das Finanzamt Kronach. Die Gemeinde hatte ursprünglich eine Fläche von 5,071 km², die sich durch die Umgemeindung von Rauschenberg auf 5,021 km² verringerte.
Am 1. Januar 1971 wurde Brauersdorf im Zuge der Gebietsreform in Bayern nach Rothenkirchen eingemeindet. Am 1. Mai 1978 wurde die Gemeinde Rothenkirchen in Pressig eingegliedert.

### Baudenkmäler
In der Liste der Baudenkmäler in Pressig sind für Rothenkirchen aufgeführt.
- Burg Rothenkirchen
- Katholische Pfarrkirche St. Bartholomäus
- 18 weitere Baudenkmäler (ehemaliges Forsthaus, Gasthaus zum Schwarzen Adler, Pfarrhaus, ehemaliges Amtshaus, Forstamtsgebäude u. a.)

### Einwohnerentwicklung

#### Gemeinde Rothenkirchen
| Jahr      | 1840   | 1852   | 1855   | 1861   | 1867   | 1871   | 1875   | 1880   | 1885   | 1890   | 1895   | 1900   | 1905   | 1910   | 1919   | 1925   | 1933   | 1939   | 1946   | 1950  | 1952   | 1961  | 1970   |
| Einwohner | 599    | 612    | 629    | 655    | 679    | 726    | 686    | 794    | 765    | 777    | 735    | 763    | 788    | 842    | 891    | 978    | 987    | 1020   | 1370   | 1438  | 1397   | 1278  | 1290   |
| Häuser    |        |        |        |        |        | 101    |        |        | 114    | 114    |        | 112    |        |        |        | 135    |        |        |        | 168   |        | 179   |        |
| Quelle    | [ 12 ] | [ 12 ] | [ 12 ] | [ 13 ] | [ 14 ] | [ 15 ] | [ 16 ] | [ 17 ] | [ 18 ] | [ 19 ] | [ 12 ] | [ 20 ] | [ 12 ] | [ 21 ] | [ 12 ] | [ 22 ] | [ 23 ] | [ 23 ] | [ 23 ] | [ 7 ] | [ 23 ] | [ 8 ] | [ 24 ] |

#### Ort Rothenkirchen
| Jahr      | 001818 | 001861 | 001871 | 001885 | 001900 | 001925 | 001950 | 001961 | 001970 | 001987 | 002018 | 002020 |
| Einwohner | 484 *  | 638    | 703    | 753 +  | 733    | 937    | 1398   | 1250   | 1265   | 1108   | 1058 * | 1022 * |
| Häuser    | 92 *   |        |        | 112 +  | 110    | 133    | 166    | 177    |        | 277    |        |        |
| Quelle    | [ 6 ]  | [ 13 ] | [ 15 ] | [ 18 ] | [ 20 ] | [ 22 ] | [ 7 ]  | [ 8 ]  | [ 24 ] | [ 25 ] | [ 26 ] | [ 1 ]  |

## Religion
Der Ort ist römisch-katholisch geprägt und Sitz der katholischen Pfarrei St. Bartholomäus.